# Meiken Lassie
«Славный пёс Лэсси» (яп. 名犬ラッシー мэйкэн расси:, Famous Dog Lassie) — аниме, снятое режиссёром Сунао Катабути. Повествует о псе Лесси из книг американского писателя Эрика Найта. Аниме является частью серии «Театр мировых шедевров» студии Nippon Animation. Аниме транслировалось на телеканале Fuji TV с 14 января 1996 года по 18 августа 1996 года, и состоит из 26 серий.